# کیت فیتزپاتریک
کیت فیتزپاتریک (انگلیسی: Kate Fitzpatrick؛ زادهٔ ۱ اکتبر ۱۹۴۷) یک هنرپیشه اهل استرالیا است. وی از سال ۱۹۶۷ میلادی تاکنون مشغول فعالیت بوده‌است.
از فیلم‌ها یا مجموعه‌های تلویزیونی که وی در آن‌ها نقش داشته‌است می‌توان به یک دنیا فاصله، جزیره گریز و پرستاران اشاره نمود.